# Brianhuntleya intrusa
Brianhuntleya intrusa är en isörtsväxtart som först beskrevs av Kensit, och fick sitt nu gällande namn av Chess., S.A.Hammer och I.Oliv. Brianhuntleya intrusa ingår i släktet Brianhuntleya och familjen isörtsväxter. Inga underarter finns listade i Catalogue of Life.